# Keith Miles
Keith Miles (* 1940 in Südwales) ist ein walisischer Schriftsteller. Neben seinem eigenen Namen benutzte er auch die Pseudonyme Conrad Allen, Martin Inigo und Edward Marston. Letzteres ist eine Reverenz an den elisabethanischen Dramatiker John Marston.

## Leben und Wirken
Miles wuchs in Südwales auf  und absolvierte dort auch seine Schulzeit. Er studierte an der University of Oxford u. a. Geschichte (Frühe Neuzeit) und erreichte in diesem Fach auch einen Abschluss. Im Anschluss an sein Studium arbeitete Miles drei Jahre lang an seiner Universität auch als Lecturer.
Anschließend bekam er eine Anstellung bei der BBC. Er schrieb an Drehbüchern für Serien mit, wie Crossroads oder The Archers, eine Hörspiel-Reihe für BBC Radio 4.
Mitte der 1980er Jahre gab Miles diesen Brotberuf auf und ließ sich als freier Schriftsteller nieder.
1997/98 fungierte Miles als Chairman der Crime Writers’ Association.
In zweiter Ehe ist Miles mit der Krimiautorin Judith Cutler (* 1946) verheiratet.

## Rezeption
Unter seinem eigenen Namen veröffentlichte er einen Zyklus mit dem Protagonist Alan Saxon und zwei Romane um den fiktiven walisischen Architekten Merlin Richards. Als Conrad Allen schuf er mit dem Protagonisten-Paar George P. Dillman und Genevieve Masefield eine Reihe von Detektivromanen auf den Luxuslinern Anfang des 20. Jahrhunderts. Als Martin Inigo konnte er weitere zwei Romane publizieren und unter John Marston ist nach eigenen Aussagen die wichtigeren Teile seines literarischen Œuvre erschienen.
Sein Protagonist Nicholas Bracewell, der Souffleur des fiktiven Ensembles Westfield's Men erlebt so manches Abenteuer am und um das Theater. In einer weiteren Reihe, welche zur Zeit Wilhelm, des Eroberers spielt, kommen Ralph Delchard und Gervase Bret zum Einsatz; die sich bei der Entstehung  bzw. Einführung des Domesday Books ebenfalls gegen Widersacher stellen müssen. Eine weitere Reihe spielt in der Frühzeit der englischen Eisenbahn, wo zwei Mitarbeiter des Scotland Yards, Robert Colbeck und Victor Leeming für Recht und Ordnung sorgen müssen.
Sein Restoration-Zyklus ist in der Stuart-Restauration angesiedelt, wo Christopher Redmayne und Jonathan Bale, ein Architekt und ein Constabler, in London agieren. Captain Daniel Rawson, ein Soldat und Spion, ist der Held im gleichnamigen Zyklus, den Miles im spanischen Erbfolgekrieg (1701/14) angesiedelt hat. Seine derzeit letzte Reihe, die Home Front Setectives Series, ist am Vorabend des Ersten Weltkriegs angesiedelt und in der die Inspektoren Harvey Marmion und Joe Keedy für Recht und Ordnung sorgen.

## Werke (Auswahl)

### Als Conrad Allen
- Dillman & Masefield Reihe

1. Murder on the Lusitania. 1999.
2. Murder on the Mauretania. 2000.
3. Murder on the Minnesota. 2002.
4. Murder on the Caronia. 2002.
5. Murder on the Marmora. 2004.
6. Murder on the Salsette. 2005.
7. Murder on the Oceanic. 2006.
8. Murder on the Celtic. 2007.

### Als Martin Inigo
- Stone Dead. 1991.
- Touch Play. 1991.

### Als Edward Marston
- Nicholas Bracewell Reihe

1. The Queen's Head. 1988.
Deutsch: Das Haupt der Königin. Goldmann, München 1992, ISBN 3-442-41291-9.
2. The merry devils. 1989.
Deutsch: Schwarze Narren, rote Teufel. Goldmann, München 1996, ISBN 3-442-43284-7.
3. The trip to Jerusalem. 1990.
Deutsch: Pest und Schwefel. Goldmann, München 1994, ISBN 3-442-41293-5.
4. The nine giants. 1991.
Deutsch: Die neun Riesen. Goldmann, München 1994, ISBN 3-442-42029-6.
5. The mad courtesan. 1992.
Deutsch: Der Kuss der Kurtisane. Goldmann, München 1994, ISBN 3-442-42439-9.
6. The silent woman. 1992.
Deutsch: Die stumme Botin. Goldmann, München 1996, ISBN 3-442-43153-0.
7. The roaring boy. 1992.
8. The laughing hangman. 1996.
9. The fair maid of Bohemia. 1997.
10. The Wanton Angel. 1999.
11. The devil's apprentice. 2001.
12. The bawdy basket. 2002.
13. The vagabond clown. 2003.
14. The counterfeit crank. 2004.
15. The malevolent comedy. 2005.
16. The Princess of Denmark. 2006.

- Doomsday & Bret Reihe

1. The wolves of Savernake. 1993.
2. The ravens of Blackwater. 1994.
3. The dragons of Archenfield. 1995.
4. The lions of the North. 1996.
5. The serpents of Harbledown. 1996.
6. The stallions of Woodstock. 1997.
7. The hawks of Delamere. 1998.
8. The wildcats of Exeter. 1998.
9. The foxes of Warwick. 1999.
10. The owls of Gloucester. 2000.
11. The elephants of Norwich. 2000.

- Redmayne & Bale Zyklus

1. The King's Evil. 1999.
2. The Amorous Nightingale. 2000.
3. The repetant Rake. 2001.
4. The Frost Fair. 2003.
5. The Parliament House. 2006.
6. The Painted Lady. 2007.

- The Railway Detectives

1. The railway detective. 2004.
2. The excursion train. 2005.
3. The railway viaduct. 2006.
4. The iron horse. 2007.
5. Murder on the Brighton Express. 2008.
6. The silver locomotive mystery. 2009.
7. Railway to the grave. 2010.
8. Blood on the line. 2011.
9. The stationmaster's farewell. 2012.
10. Peril in the Royal Train. 2013.

- Captain Daniel Rawson Zyklus

1. Soldier of fortune. 2008.
2. Drums of war. 2008.
3. Fire and Sword. 2009.
4. Under siege. 2010.
5. A very murdering battle. 2011.

- Home Front Detective Series

1. A bespoke murder. 2011.
2. An instrument of slaughter. 2005.

### Als Keith Miles
- Alan-Saxon-Zyklus

1. Bullet Hole. 1986.
2. Double Eagle. 1987.
3. Green Murder. 1990.
4. Flagstick. 1991.
5. Bermuda Grass. 2002.
6. Honolulu Play-Off. 2004.

- Merlin Richards-Reihe

1. Murder in Perspective. 1997.
2. Saint's Rest. 1909.

| Personendaten    | Personendaten                                 |
| ---------------- | --------------------------------------------- |
| NAME             | Miles, Keith                                  |
| ALTERNATIVNAMEN  | Allen, Conrad; Inigo, Martin; Marston, Edward |
| KURZBESCHREIBUNG | walisischer Schriftsteller                    |
| GEBURTSDATUM     | 1940                                          |
| GEBURTSORT       | Südwales                                      |